# Rafael Zárraga
Rafael Ángel Zárraga Parra (Agua Blanca Municipio La Trinidad (Yaracuy), 24 de junio de 1929 – Cocorote, 8 de febrero de 2006) fue un destacado narrador, dramaturgo, poeta y periodista venezolano.

## Biografía
Rafael nace en una muy pequeña Aldea de apenas tres casas llamada Agua Blanca, muy cercana a la población de Boraure. Fueron sus padres Eudoro Zárraga y Ramona Parra.
Siendo un niño de corta edad, su padre lo abandona por lo que crece bajo la protección de sus abuelos maternos Don José Exegésimo Parra y Doña Inés María Parra, quienes junto a su mamá Ramona, formarían la personalidad del niño. Es bueno acotar que a raíz de una corta enfermedad que sufriera el infante producto de la calidad de las aguas de su pueblo natal, su familia decide mudarse primeramente a la vecina población agrícola de Jaime y finalmente a  la Población de Cocorote, en donde se asentaron definitivamente.
Transcurre su niñez en las bulliciosas calles del barrio Campo Alegre de Cocorote, alternando sus risas y juegos con múltiples trabajos que realizó para apoyar la economía de su modesto hogar. Vale decir que se desempeñó como vendedor de dulces caseros, atendía bodegas, realizaba mandados, así como también elaboraba papagayos o cometas que vendía o intercambiaba por alimentos entre los mismos amigos de la infancia. 
Con respecto a su educación, es bueno citar que para la década de los treinta, Cocorote carecía de centros de enseñanza, lo que conllevó a sus familiares a inscribirlo a la edad de ocho años en una escuelita para hembras junto a otros cuatro varones y luego en la Escuela «Tovar y Tovar», y al poco tiempo en la escuela «Padre Delgado» situada en San Felipe, Sin embargo, Rafael fue aplazado en cuarto grado, lo que trajo como consecuencia que una tía suya se lo llevara a vivir para Caracas, con la anuencia de su abuelo para que culminara sus estudios primarios.
Pero la situación en Caracas no era lo que se esperaba. La tía no llegó a inscribirlo en la escuela sino que lo utiliza como criado para realizar mandados y faenas propias y la de los vecinos. Es así que conociendo la situación su abuelo, lo lleva a vivir con otra tía que vivía en el populoso barrio caraqueño Prados de María.
Si bien cambiaron las cosas para Rafael, puesto que encontró cobijo, calor humano y respeto, sus estudios debieron esperar mientras que él se dedicaba a contribuir con la nueva familia que bondadosamente lo acogió. Fue trabajador en una tintorería, obrero en una fábrica y ayudante de carpintería hasta que ingresó como mensajero en una agencia de noticias.
De este último trabajo, encontró una plaza vacante en el diario El Nacional, su llegada al diario la refiere Nicolás Capdevielle de la siguiente manera:

El ingreso de Rafael a El Nacional ocurrió el 29 de noviembre de 1949 y ello marcó un hito muy importante en su futuro, ya que significaba iniciarse en una nueva escuela vital, en una disciplina y un cúmulo de experiencias, que labraron huellas indelebles en su personalidad.

Es así que al entrar a El Nacional, su vida cambió por completo, se convirtió en un lector asiduo, culminó al fin la primaria en la Escuela Franklin D. Rooselvelt, siendo capaz de hacer pasantías en el mismo diario y realizar actividades de gran responsabilidad que desempeñaba con la aprobación del dueño del diario, el renombrado escritor Miguel Otero Silva. Estas y otras actividades poco a poco lo fueron acercando a insignes personajes que normalmente peregrinaban por aquellas oficinas, tales como Alejo Carpentier, Mario Briceño Iragorry, Mariano Picón Salas, Fernando Paz Castillo entre otros.
En el año de 1956, vale decir en plena dictadura perejimenizta, vuelve a su lar nativo y funda el semanario El Cocoroteño por la cual tuvo problemas con el gobierno de Pérez Jiménez y enfrenta nuevamente algunos apuros económicos que se suman a una pérdida familiar, su abuelo y mentor Don José, muere en el año de 1957 por lo que la tristeza envuelve a Rafael durante esa época; la cual empieza a reponerse un año más tarde, a la caída de la dictadura.
Es a partir de este año que comienza a desarrollar su genio y figura: Reaparece el semanario El Cocoroteño, escribe su primer libro «la risa quedó atrás» (1959), luego obtiene el Primer Premio en el XIV certamen de Cuentos del diario El Nacional a través de su cuento «El nubarrón y otros cuentos» (1959), más adelante, realiza un curso intensivo de periodismo en la Universidad de Carabobo  y en el mismo orden de ideas, progresa con sus estudios de bachillerato, escribe «La brasa duerme bajo la ceniza», cuento con el que triunfa en el XXI Concurso Anual de Cuentos de El Nacional en 1966, quien le abrió las puertas de la Universidad de Perugia, en Italia, donde estudió lengua italiana, arte, literatura e historia en tres niveles: Elemental, medio y superior. Recibe su diploma en esta Universidad y pasa a la de Ginebra en Suiza.
Luego, con el apoyo de Otero Silva, conoce Austria, Alemania, Turquía, El Líbano, Irán, Irak, Jordania y Grecia. De este periplo surgió en su ser, fuertes impresiones por el hecho de conocer lugares sagrados y a la vez contemplar la miseria en que se debatían los habitantes de las márgenes de los ríos bíblicos.
Regresa al país en 1969, y luego de un breve receso dedicado a la bohemia, comienza a trabajar en el diario «Por Qué», del cual fue Jefe de Redacción y articulista. Luego escribe un libro de poesías y culmina sus estudio como Bachiller en Humanidades, a pesar de que era graduado universitario. Después de eso, funda el periódico humorístico «El Chuzo», acompañándolo en esta empresa, su entrañable amigo el Dr. Nicolás Capdevielle Peralta. Cerrado el diario después de unos seis años de vida, se dedica nuevamente a escribir.
Ya en los años 70, escribe Casi tan Alto como el Campanario. Cuentos (1977), La Última Oportunidad de Magallanes, Novela (1978), y prosigue con su escribir en los años ochenta con Las Rondas del Obispo, Novela (1982), además de muy buenos trabajos dispersos en periódicos y revistas nacionales.
Acercándose al final de sus días se le ve ocupado en los pasillos del edificio de la Biblioteca del Centro de Investigaciones del Estado para la Producción Experimental Agroindustrial (CIEPE), lugar donde se instala el Rectorado de la Universidad del Yaracuy (UNEY) ofreciendo su vasta experiencia a la novel Universidad. Muere el 8 de febrero de 2006, dejando huellas en las letras y memorias de nuestro estado, especialmente en su pueblo de Cocorote; inspirador de muchas aventuras, de amor, respeto y apego a la naturaleza y tradición de este pueblo  
En honor a su nombre, el Teatro situado en Cocorote, lleva su epónimo.

## Premio Bienal
En la ciudad de San Felipe, se celebra desde el año 2011, el Premio Bienal Nacional de Literatura Rafael Zárraga, con el desarrollo de dos eventos.

## Obra
Novelas y cuentos
- La Risa quedó atrás (1959)
- Nubarrón y otros Cuentos (1968)
- Cuarenta nocturnos y una Sinfonía (1971)
- Casi tan alto, como el Campanario (1977)
- La última oportunidad del Magallanes (1978)
- Las Rondas del Obispo (1982)
- El Cóndor Desvelado (1983)
- Cuatro Cuentos (1994)
- Versos del mal vivir (2004)
- Contares (2007)

Teatro
- La Piedra Grande
- Al Fondo del Espejo
- Cuatro Ventanas hacia el Miedo
- La Fiesta de los Inocentes
- Elisa morirá esta noche
- El Hombre y el Perro
- El Anillo de Fanny
- Aquel Faustino Parra
- Urachí
- Las Ventajas de llamarse Juan

Obras inéditas
- Cuadernos del vendido
- Esperpentos y otras intenciones
- El Reventador de Globos
- El Pájaro

Obras adaptadas para el cine y la televisión
- Juan Topocho llevada al cine en 1978 por el cineasta César Bolívar.[4]
- La última oportunidad de Magallanes llevada a la pantalla chica en 1986 a través de una miniserie de VTV dirigida por Rafael Gómez.[5]